# Ручница

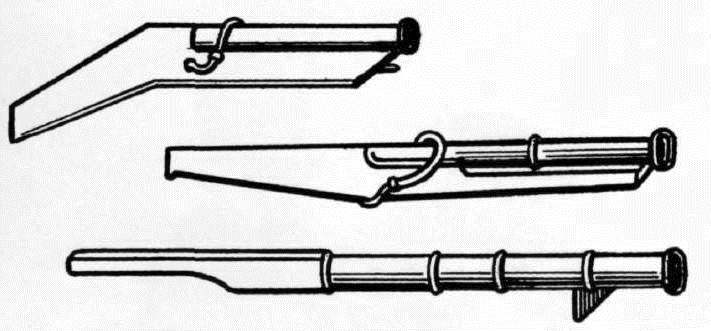
Ручные пищали середины XV века, Рисунок из итальянской рукописи Francesco di Giorgi Martini, 1468 год.

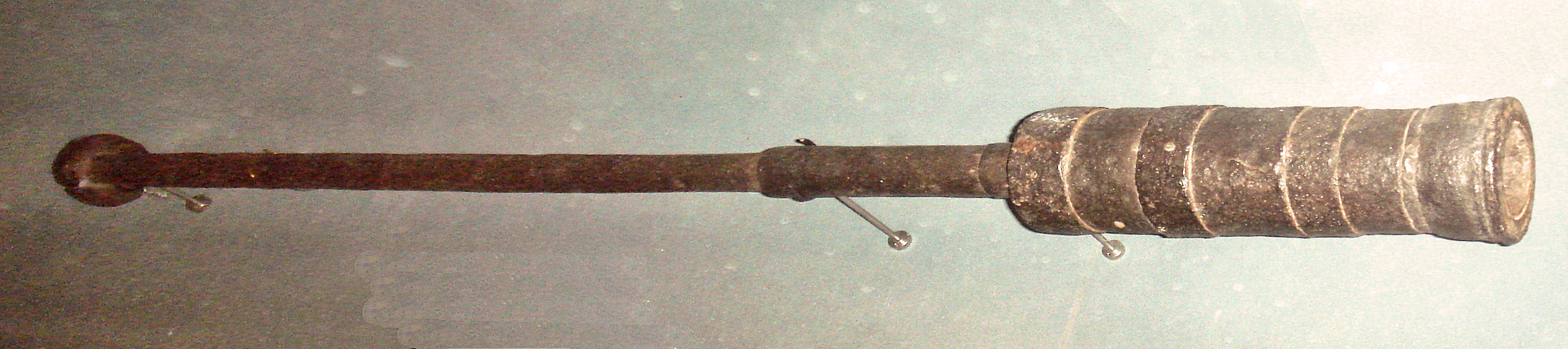
Ручница конца XIV века Музей Армии (Париж).

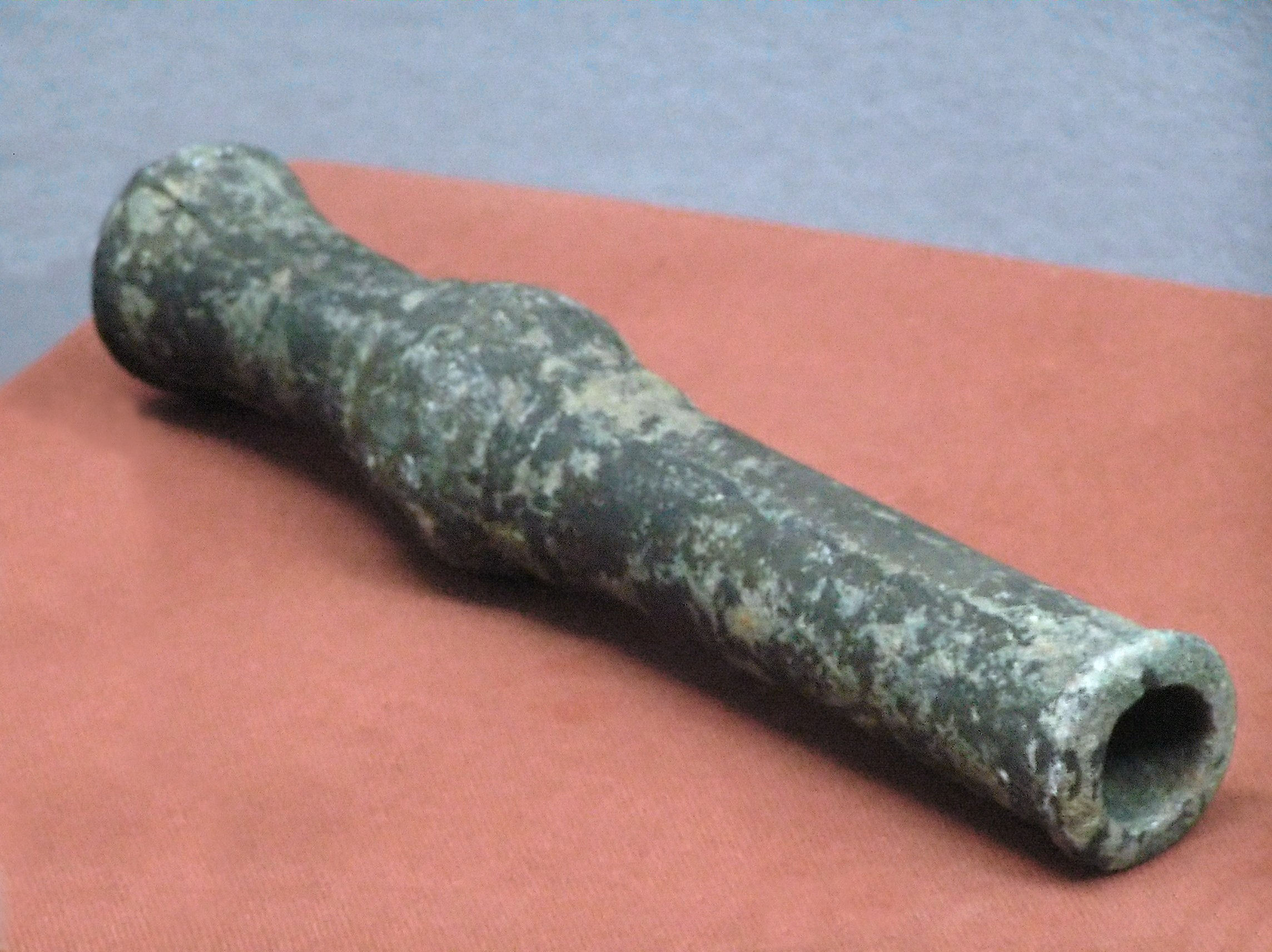
Ручное орудие времен монгольской Династии Юань (1271—1368).

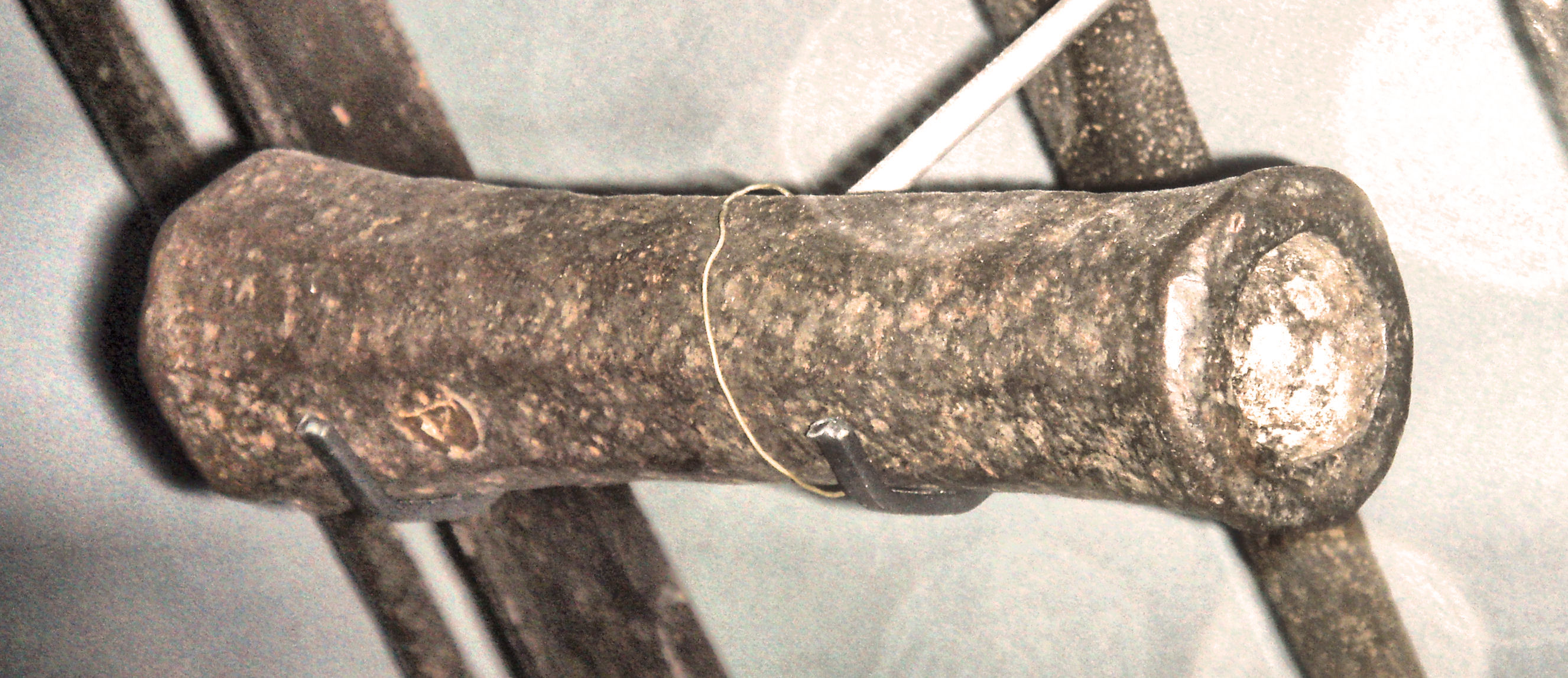
Европейский образец «ручной бомбарды». Около 1380 года.

Ручни́ца (Ручная пищаль) или Завесная — дульнозарядное ружьё, раннее европейское ручное гладкоствольное огнестрельное оружие. 
Дульнозарядное фитильное ружьё появилось во второй половине XIV века. Ствол изготавливали из кованых железных полос, либо отливали из бронзы. Калибр — от 12,5 до 25 миллиметров. Позднее прикреплялся к деревянной ложе. В XV веке ручницы были вытеснены аркебузами, а начале XVI века мушкетами.

## История
Такое оружие называлось в разных государствах и странах по-разному:
- пищаль[5] (ружьё, ручная пищаль[7][8], ручница или завесная, старинное название пищали, висевшей на ремне за спиной ратника[4], также гаковница, с крюком (гаком) для гашения отдачи), на Руси[9][10];
- ручная бомбарда (фр. bombarde portative) или ручная кулеврина (фр. coulevrine) в Франции;
- петриналь (итал. petrinale) в Италии;
- ручная пушка (англ. handgonne) в Англии.

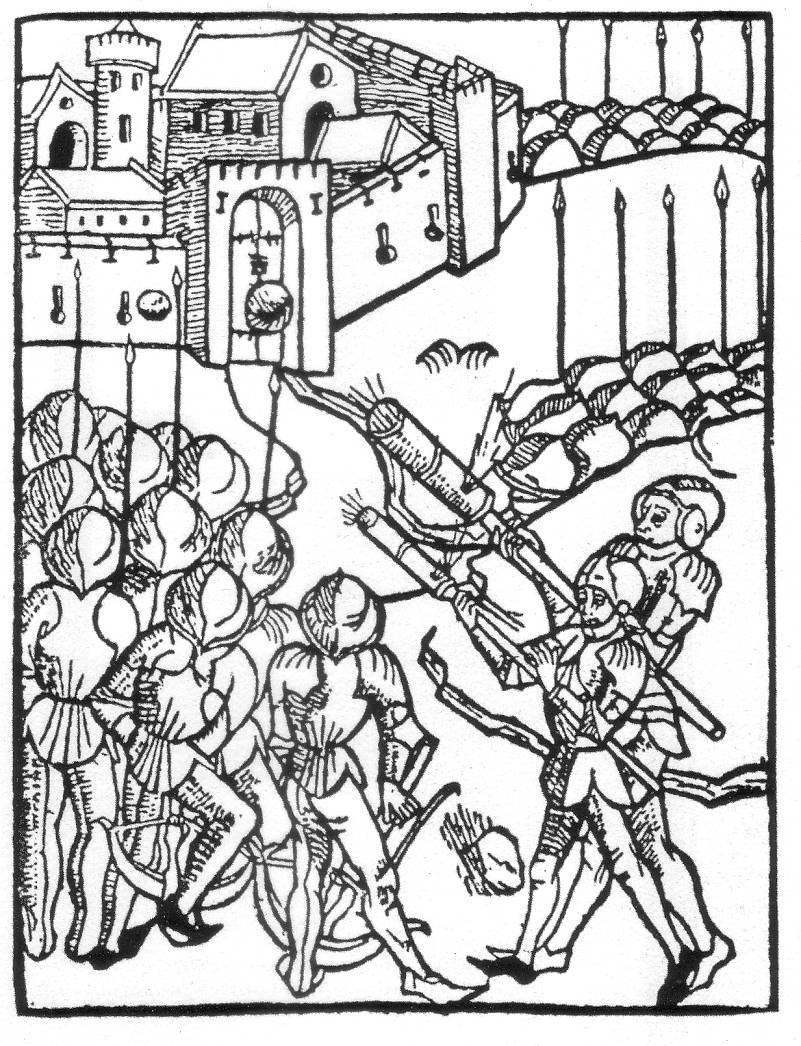
Использование ручниц при осаде города. Гравюра из «Учебника истории» Лукаса Брандиса. 1475 год.

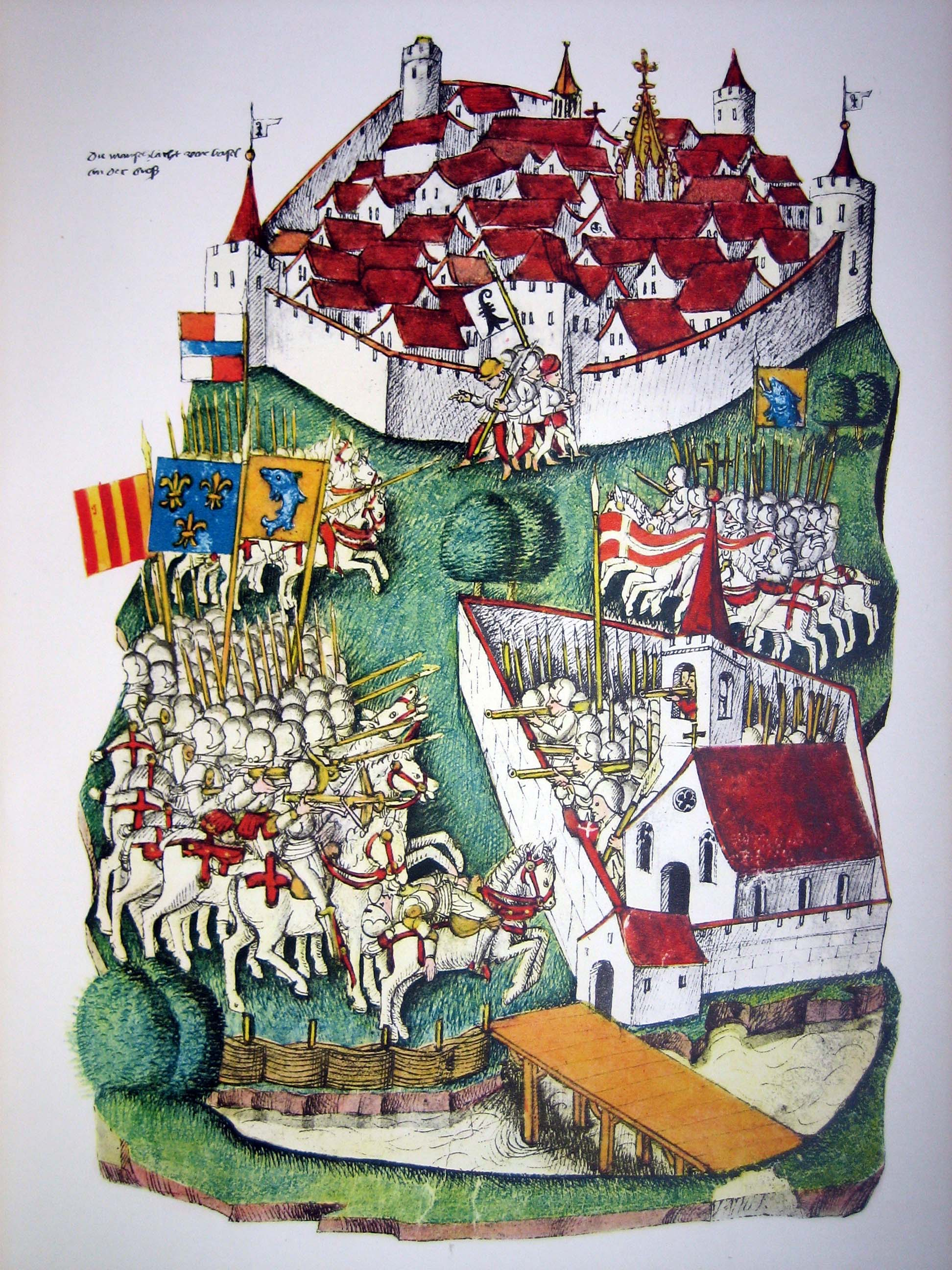
Ручные кулеврины в битве при Санкт-Якобе у Бирса 26 августа 1444 г. Миниатюра из «Хроники» Бенедикта Чахтлана (1470).

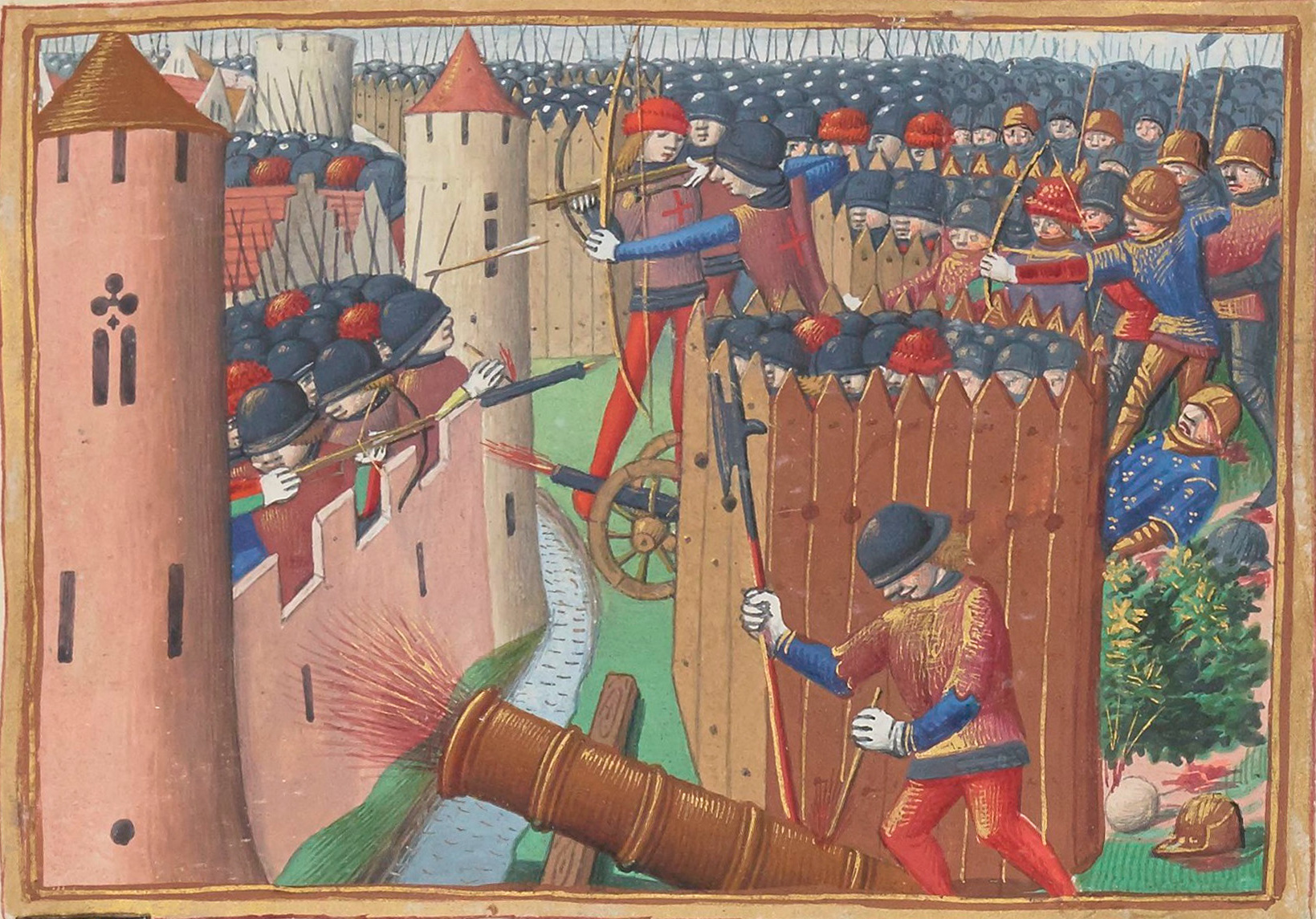
Осада Орлеана (1428). Миниатюра из «Вигилий на смерть короля Карла VII». Около 1484 года.

Известна фреска 1343 года из монастыря Паола дзи Неры в Лечэта около Сиены, на которой осаждающие обстреливают город из примитивных ручниц. В письменных источниках использование «ручных бомбард» впервые отмечено в 1364 году в городской хронике Перуджи, где городские власти заказали «50 бомбард длиной с руку (22—24 см), которые пробивают всякий доспех». В 1369 году, согласно французскому хронисту Жану Фруассару, воины английского полководца Джона Чандоса владели «ручными пушками» перед битвой при Монсаке, а в 1386 году некий Ральф Хаттон отправил три ручных пушки управителю Бервика. 49 «ручных пушек» (handbuchsen) упоминаются под 1388 годом в Нюрнберге. В 1382 году, по словам того же Фруассара, подобное оружие применялось в битве при Розебеке. 
С течением времени ручницы стали важным боевым фактором, например, в гуситских войнах и Столетней войне; известно, что в 1450 году французские кулевринисты были реальной угрозой для английских лучников. В 1430 году Пиерони Белли описал действие пуль, которые «валят двух и даже трех людей, не защищённых доспехами». Появились и профессионалы в стрельбе, такие, как некий мэтр Жан из Лотарингии, который подстрелил много англичан во время осады Руана (1428).
Во второй половине XV века, в связи с общим развитием производства и расширением торговли, огнестрельным оружием обзаводятся не только государства, но и частные лица. Так, списки горожан на кладбище Невшателя в Швейцарии, датируемые 1470 годом, показывают, что из 523 указанных в них человек 100 имели по «ручной кулеврине», а в арсеналах императора Священной Римской империи Максимилиана I в Инсбруке в 1500 году числилось 18 000 аркебуз и 22 000 ручных кулеврин.

... брал приступом епископский замок в гор. Владимире (его защищал сын Ивана Борзобогатого), имея до двух с половиной тысяч пешего и конного войска "з делы (пушками), гаковницами, ручницами и иными разными бронями"— Феодосий (Лазовский) // Русский биографический словарь : в 25 томах. — СПб.—М., 1896—1918.

## Конструкция
Масса ручницы достигала 8 килограмм, максимальная дальность стрельбы доходила до 150 метров. По данным военного историка В. Е. Маркевича, из ручницы с трудом попадали в стоящего человека на расстоянии в 75 шагов, а метко стрелять по всаднику могли только до 120 шагов.
Французские ручные кулеврины XIV-XV веков имели длину 1,2—2,4 метра, весили 5—28 кг. Ручницы гуситов первой половины XV века имели короткий железный кованый восьмигранный ствол калибра 26—33 мм на примитивном ложе; таборитские ручницы имели калибр 15 мм, а их ствол и ложе были уже взаимоприспособлены.
Среди ранних уцелевших моделей — бронзовый ствол длиной 281 мм из руин замка Таненберг в Гессене (разрушенного в 1399), гаковница из датского замка Ведельспанг (1400), которая, возможно, была сделана в Дании или Германии и сохранялась в Копенгагене.